# Suddivisioni della Guinea

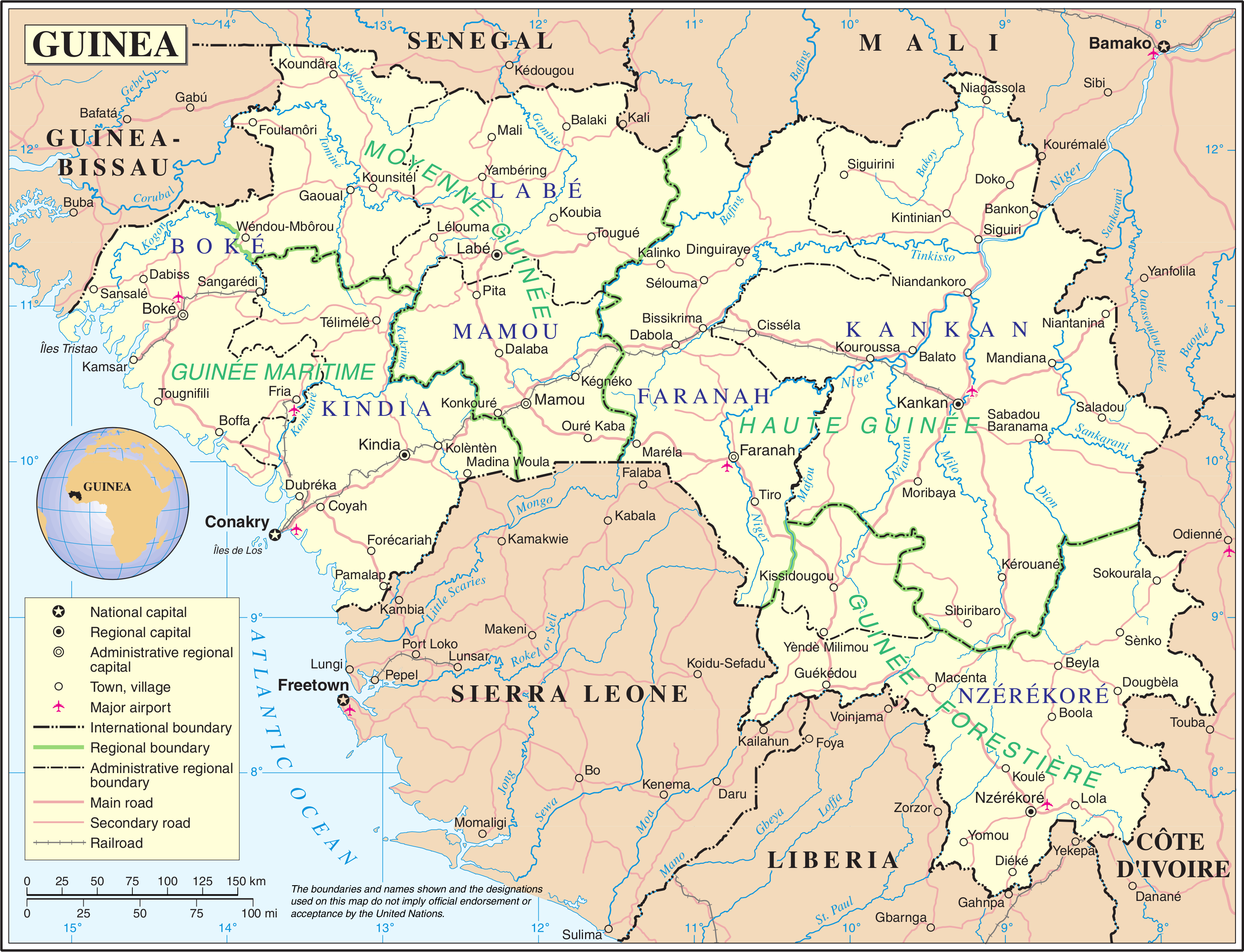
Le regioni naturali della Guinea marittima, Media Guinea, Alta Guinea e Guinea forestale.

Il territorio della Guinea viene diviso in quattro regioni naturali caratterizzate da caratteristiche antropiche, geografiche e climatiche proprie:
- la Guinea marittima (Guinée maritime), che ricopre il 18% del Paese;
- la Media Guinea (Moyenne-Guinée), che ricopre il 20% del Paese;
- l'Alta Guinea (Haute-Guinée), che ricopre il 38% del Paese;
- la Guinea forestale (Guinée forestière), che ricopre il 23% del Paese, montuosa e ricoperta di foreste.

## Divisioni amministrative

### Regioni

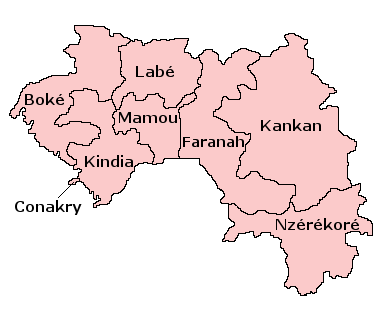
Regioni della Guinea.

La Guinea è suddivisa in sette regioni amministrative. La capitale del Paese, Conakry, costituisce una zona speciale.
| Region               | Capitale  | Area (in km²) | Popolazione (nel 2014) |
| -------------------- | --------- | ------------- | ---------------------- |
| Regione di Conakry   | Conakry   | 450           | 1.660.973              |
| Regione di Nzérékoré | Nzérékoré | 37.658        | 1.527.030              |
| Regione di Kankan    | Kankan    | 72.145        | 1.972.537              |
| Regione di Kindia    | Kindia    | 28.873        | 1.561.374              |
| Regione di Boké      | Boké      | 31.186        | 1.083.147              |
| Regione di Labé      | Labé      | 22.869        | 994.458                |
| Regione di Faranah   | Faranah   | 35.581        | 941.554                |
| Regione di Mamou     | Mamou     | 17.074        | 731.188                |

- La capitale Conakry, con una popolazione di 1.660.973 abitanti, gode di statuto speciale.

### Prefetture
Le regioni della Guinea sono a loro volta suddivise in trentatre prefetture.

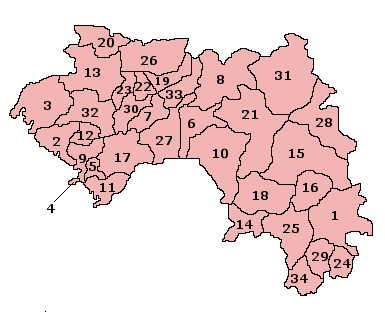
Prefetture della Guinea.

1. Beyla
2. Boffa
3. Boké
4. Conakry
5. Coyah
6. Dabola
7. Dalaba
8. Dinguiraye
9. Dubréka
10. Faranah
11. Forécariah
12. Fria
13. Gaoual
14. Guéckédou
15. Kankan
16. Kérouané
17. Kindia

1. Kissidougou
2. Koubia
3. Koundara
4. Kouroussa
5. Labé
6. Lélouma
7. Lola
8. Macenta
9. Mali
10. Mamou
11. Mandiana
12. Nzérékoré
13. Pita
14. Siguiri
15. Télimélé
16. Tougué
17. Yomou

### Sottoprefetture
I comuni o sottoprefetture della Guinea, chiamati in francese sous-prefectures, sono la divisione amministrativa di terzo livello della Guinea. Attualmente vi sono 303 comuni rurali e 38 comuni urbani, 5 dei quali costituiscono la grande area urbana di Conakry.